# Schweizerische Theologische Gesellschaft
Die Schweizerische Theologische Gesellschaft (SThG) wurde am 12. Dezember 1964 durch Jean-Louis Leuba, Heinrich Stirnimann und Pierre Bonnard gegründet.
Sie ist eine Vereinigung zur Förderung der theologischen Forschung mit Sitz in Bern. Ihr gehören in erster Linie Theologinnen und Theologen an, die im akademischen Umfeld arbeiten, sie steht aber auch Pfarrerinnen und Pfarrern sowie allen theologisch Interessierten offen.
Die Gesellschaft ist Mitglied der Schweizerischen Akademie der Geistes- und Sozialwissenschaften.
Zum Tätigkeitsbereich gehören die jährliche Organisation eines theologischen, oft interdisziplinär ausgerichteten Fachsymposiums sowie die Veröffentlichung aktueller theologischer Forschungsprojekte.